# Дневник Луизы Ложкиной (телесериал)
«Дневни́к Луи́зы Ло́жкиной» — российский телесериал, снятый кинокомпанией «Магнум» по мотивам одноимённой книги-бестселлера Кати Метелицы.
2 марта 2016 года, за 3 дня до премьеры на ТВ, на официальном сайте канала «Ю» была выложена первая серия телесериала. Телевизионная премьера сериала состоялась на телеканале «Ю» 5 марта 2016 года. В режиме нон-стоп были показаны все 20 серий. Для отечественного телевидения это беспрецедентный случай.

## Сюжет
История жизни неунывающей молодой девушки Луизы (Луши), от которой неожиданно ушёл муж. Она работает обычным риэлтором и воспитывает в одиночку сына Тимофея. Луша постоянно витает в облаках, часто попадает в странные ситуации и никак не может повзрослеть. Все свои мысли и переживания девушка записывает в личный блог.
У Луши есть две лучшие подруги – Катя и Татуля, которые представляют собой полную противоположность друг другу. Вместе они постараются найти ответы на вечные женские вопросы: как стать счастливой, гармоничной и независимой, при этом избавиться от лишних килограммов и встретить мужчину своей мечты.

## Персонажи

### В главных ролях
| Актёр            | Роль                                                                                     |
| ---------------- | ---------------------------------------------------------------------------------------- |
| Людмила Волкова  | Луиза (Луша) Андреевна Ложкина 25 лет, сотрудница риэлторской фирмы «Кулаков и партнёры» |
| Нино Кантария    | Татуля 26 лет, подруга Луизы                                                             |
| Нина Лощинина    | Екатерина (Катя) Алексеевна 26 лет, подруга Луизы, психотерапевт                         |
| Артём Григорьев  | Михаил муж Луизы                                                                         |
| Игорь Игошин     | Тимофей сын Луизы и Михаила                                                              |
| Максим Виторган  | Артур Дмитриевич Туманов телевизионный продюсер, сосед и возлюбленный Луизы              |
| Любовь Германова | мама Луизы, бабушка Тимофея                                                              |
| Андрей Гусев     | Андрей Михайлович папа Луизы, дедушка Тимофея                                            |
| Светлана Чернова | Валентина Николаевна (Николавна) няня Тимофея, соседка родителей Луизы                   |

### В ролях
| Актёр              | Роль                                                         |
| ------------------ | ------------------------------------------------------------ |
| Елена Папанова     | Тамара Петровна воспитатель детского сада                    |
| Сергей Рудзевич    | Максим Викторович Кулаков 42 года, начальник Луизы           |
| Ирина Виноградова  | Жабец 29 лет, коллега Луизы, риэлтор                         |
| Екатерина Натович  | Ляля девушка Артура                                          |
| Варвара Назарова   | Мила девушка Артура, нейрохирургичка                         |
| Николай Сердцев    | Виктор Арнольдович начальник Кати, главврач клиники          |
| Денис Шевченко     | Геннадий псевдоиностранец, парень Кати                       |
| Виталий Кудрявцев  | Сергей парень Кати, следователь                              |
| Лада Аукштыкальнис | Марфа Джонсон 40 лет, канадка с русскими корнями, нимфоманка |
| Александр Горчилин | Иван (8 и 10 серии) парень Татули, студент                   |
| Фёдор Лавров       | жених Татули                                                 |

### Приглашённые звёзды в эпизодах
| Актёр                          | Роль                      |
| ------------------------------ | ------------------------- |
| Андрей Искорнев                | камео (14-я и 16-я серии) |
| «Бригада У» (Джем, Илья, Вики) | камео (15-я серия)        |
| Александр Бердников            | камео (19-я серия)        |

## Саундтрек
| Исполнители                    | Название композиции     |
| ------------------------------ | ----------------------- |
| Группа Feldberg                | Don't Be A Stranger     |
| Группа Feldberg                | You And Me              |
| Группа Feldberg                | House Of Fun            |
| Группа Feldberg                | Running Around          |
| Группа Feldberg                | Farewell                |
| Группа Feldberg                | I'm Dreaming Of You     |
| Группа Feldberg                | In Your Arms            |
| Сергей Бабкин                  | Тук-тук                 |
| Сергей Бабкин                  | Забери                  |
| Группа «Пицца»                 | Вторник                 |
| Яков Кирсанов и Денис Годицкий | А жаль, она мне не жена |
| Юлия Худякова и Павел Илюшин   | All U Need              |
| Юлия Худякова и Павел Илюшин   | Endless Travel          |
| Юлия Худякова и Павел Илюшин   | Hard Loving             |
| Юлия Худякова и Павел Илюшин   | Keep On Moving          |
| Юлия Худякова                  | Lilac Lullaby           |
| Группа «Керамика»              | Хроники                 |
| Группа «Керамика»              | Рок-мусорок             |

## Создание
Одноимённая книга-бестселлера «Дневник Луизы Ложкиной» журналистки Кати Метелицы возникла из «Хроники подвигов Луизы Ложкиной», печатавшихся в журнале «Большой город» из номера в номер в 2002 и 2003 годах.
Пилотную серию телесериала снимала Анна Меликян, заложив в неё всю стилистику фильма и его настроение.
Квартира Луши, в которой по сценарию проживает главная героиня, является местом жительства бывшего психотерапевта и сценариста сериала Алёны Павловой.
На роль Луизы Ложкиной пробовались совершенно разные девушки: большие, маленькие, худые, крепкие. В том числе и Мария Шалаева, но создатели сериала захотели открыть зрителям новое лицо. Именно так и была найдена актриса Людмила Волкова. Для съёмок в сериале актёру Максиму Виторгану пришлось значительно сбросить вес и подкачать собственное тело. Сценарист сериала Алёна Павлова была против утверждения Нино Кантарии на роль Татули, но режиссёр Анна Саруханова отстояла кандидатуру актрисы.

## Отзывы
Сравнения телекритиков с другими фильмами и телесериалами:

«Героиню этого сериала уже называют "русской Бриджит Джонс"»— Сусанна Альперина, «Российская газета»

«Своеобразный ответ "Сексу в большом городе"»— Илья Иноземцев, The Village